# Гвоздени крст
Гвоздени крст је немачко војно одликовање које је установио краљ Фридрих Вилхелм III од Пруске и које је први пут додељено 10. марта 1813. године Гвоздени крст се додељивао само током рата и у различитим степенима у зависности од висине чина војног лица. Поред Наполеонових ратова, Гвоздени крст је додељиван и током Француско-пруског рата као и током Првог и Другог светског рата. Последњи пут је додељен у мају 1945. год.
Гвоздени крст се најчешће повезује са одликовањима нацистичке Немачке. Ипак, он остаје моћан војни симбол у немачкој култури због чега је поново преузет од стране војске некадашње Западне Немачке (Бундесвера) 1955. год.

## Изглед
Гвоздени крст (црни четворокраки крст са белом ивицом, са крацима који се шире према крајевима, слично као код Малтешког крста) је дизајнирао немачки архитекта Карл Фридрих Шинкел по угледу на амблем Тевтонских витезова из 14. века који је такође био симбол и Фридриха Великог. Када је квадрига (четворопрег) богиње мира враћена из Париза након Наполеоновог пада, богиња је поново постављена на врх Бранденбуршке капије у Берлину. Њен ловоров венац је замењен Гвозденим крстом и она је претворена у богињу победе.
У односу на остала одликовања Гвоздени крст је био једноставног изгледа и направљен од уобичајених и релативно јефтиних материјала. Уобичајено је био изливен од гвожђа (иако је у завршним годинама рата прављен од цинка и алуминијума).
Лента за Гвоздене крстове из 1813, 1870. и 1914. (друга класа) била је црна са две танке беле штрафте. Неборбена верзија овог одликовања је изгледала исто осим што су црна и бела боја на ленти биле другачије распоређене.
Како је Гвоздени крст додељиван током неколико различитих периода немачке историје на сваком примерку је била назначена година како би се знало у ком историјском периоду је додељен: нпр. Гвоздени крст из Првог светског рата је на себи имао број 1914 док је исто одликовање током Другог светског рата на себи имало број 1939 који се односио на годину од које се додељује. Сви Гвоздени крстови су током Другог светског рата имали и свастику која се налазила у њиховом средишту. На позадини ових одликовања из 1870, 1914 и 1939. године налази се 1813. година која означава годину када је Гвоздени крст први пут додељен.
Постојала је могућност да носиоцу Гвозденог крста 1914. године буде додељен виши степен овог одликовања из 1939. године. Ово одликовање имало је два степена, први и други. У таквим случајевима се око оригиналног одликовања из 1914. године носила копча са Гвозденог крста из 1939. год. (Слична награда је установљена и 1914. године али је била веома ретка с обзиром на то да је у активној служби у војсци било јако мало носилаца Гвозденог крста из 1870. год.).

## Рана одликовања
Гвоздени крст је први пут додељен 1813. године током Наполеонових ратова. Пруски краљ Вилхелм I је поново дозволио доделу овог одликовања 19. јула 1870. године током Француско-Пруског рата. Добитник Гвозденог крста из 1870. године, који је још увек био у служби 1895. добијао је копчу за 25 година службе. Гвоздени крст је поново уведен у употребу од стране Кајзера Вилхелма II 5. августа 1914. године на почетку Првог светског рата.
Гвоздени крстови из 1813, 1870. и 1914. године имали су три степена:
- Гвоздени крст друге класе
- Гвоздени крст прве класе
- Велики крст Гвозденог крста (Großkreuz des Eisernen Kreuzes, или скраћено Großkreuz)

Велики крст је био намењен за више генерале немачке војске. Још више одликовање, Звезда Великог крста Гвозденог крста, додељена је само два пута и то Принцу Блихеру 1813. године и Фелдмаршалу Паулу фон Хинденбургу 1918. године. Планирана је и израда трећег одликовања намењеног најуспешнијим немачким генералима у Другом светском рату али то није учињено до краја рата 1945. године.
Током Првог светског рата додељено је око 5 милиона Гвоздених крстова ниже класе (друге класе), као и око 218.000 више класе (прве класе). Како је пруска архива уништена током Другог светског рата, тачан број додељених одликовања није познат. Међутим, велики број додељених Гвоздених крстова значајно је смањио статус и репутацију овог одликовања. Један од најпознатијих носилаца Гвозденог крста прве класе из 1914. године је Адолф Хитлер (што је било веома необично зато што је јако мало носилаца овог одликовања прве класе било међу обичним војницима: Хитлер је тада имао чин каплара).

## Други светски рат

### Гвоздени крст (1939)
Адолф Хитлер је поново успоставио ово одликовање 1939. године настављајући традицију његовог додељивања у степенима. Гвоздени крст из Другог светског рата био је подељен у три главне групе са прелазном категоријом Витешког крста Гвозденог крста, успостављеном између најнижег (Гвоздени крст) и највишег одликовања (Велики крст). Витешки крст је у ствари био замена за пруски Орден за заслуге (Плави Макс) (Pour la Mérit). Хитлер није претерано марио за Pour la Mérit зато што је у питању било царско одликовање и зато што је могло да се додели само официрима. За разлику од њега Витешки крст се додељивао због исказане храбрости свим припадницима оружаних снага, а не само официрима. Трака Гвозденог крста друге класе разликовала се од ранијих оваквих одликовања јер је на њој поред традиционалне црне и беле боје коришћена и црвена боја. Хитлер није желео да се ово одликовање додељује за неборбене заслуге због чега је уместо Гвозденог крста који се додељивао неборбеном особљу установио ново одликовање: Крст за ратне заслуге.
Обични Гвоздени крст из 1939. године имао је два степена:
- Гвоздени крст  класе
- Гвоздени крст  класе

Гвоздени крст додељиван је за храброст исказану у борби као и за друге војне доприносе у борбеном окружењу. Гвоздени крст друге класе носио се на траци закаченој на груди са крстом окаченим о траку. Гвоздени крст прве класе био је у облику значке која се носила на грудима на средини џепа од униформе. Гвоздени крст је представљао прогресивно одликовање код којег је прво морао да се стекне орден друге класе да би могао да се стекне орден прве класе, а затим и остали виши степени овог одликовања.
Претпоставља се да је током Другог светског рата додељено око 2,3 милиона Гвоздених крстова друге класе и 300.000 Гвоздених крстова прве класе. Два Гвоздена крста прве класе додељена су женама од којих је једна била чувени немачки пробни пилот Хана Рајч.

### Витешки крст Гвозденог крста
Витешки крст Гвозденог крста (Ritterkreuz des Eisernen Kreuzes, или кратко Ritterkreuz) додељивао се због изузетне храбрости исказане у борби. Витешки крст је имао пет степена:
- Витешки крст
- Витешки крст са храстовим лишћем
- Витешки крст са храстовим лишћем и мачевима
- Витешки крст са храстовим лишћем, мачевима и дијамантима
- Витешки крст са златним храстовим лишћем, мачевима и дијамантима

Укупно је додељено 7.313 Витешких крстова, од којих само 883 са храстовим лишћем и 159 са храстовим лишћем и мачевима. Само је 27 људи икада добило дијаманте уз Витешки крст, а немачки пилот Ханс Улрих Рудел је једини који је уз Витешки крст добио златно храстово лишће, мачеве и дијаманте.
Витешки крст се носио око оковратника.

### Велики крст Гвозденог крста (1939)
Као и Витешки крст Велики крст се такође носио око оковратника. Једини коме је Велики крст додељен током Другог светског рата био је Херман Геринг, који је ово одликовање примио 19. јула 1940. Одликовање је заправо представљало увећан Гвоздени крст. Спољашњи изглед је био сличан али је ширина Великог крста износила 63 mm за разлику од Гвозденог крста ширине 44 mm и Витешког крста ширине 48,5 mm. Првобитно је требало да има златне ивице али су оне промењене у сребрне непосредно пре него што је додељен.
Велики крст се носио на траци ширине 57 mm која је имала исти распоред боја као и трака за Гвоздени крст друге класе. Кутија у којој је презентиран била је од црвене коже са златним контурама орла и свастике.
Велики крст није се додељивао за храброст. Био је резервисан искључиво за чланове генералштаба и додељивао се „за доношење изузетних стратешких одлука које су утицале на ток рата“. Херман Геринг је добио ово одликовање за умешност коју је исказао у вођењу ваздушног рата током успешне кампање 1940. године против Француске, Белгије и Холандије (у исто време је унапређен у Рајхсмаршала великог немачког рајха).
Оригинални Велики крст који је Герингу доделио Хитлер лично, уништен је током савезничког бомбардовања Берлина. Геринг је дао да се израде нове копије овог одликовања од којих је једну, направљену од платине, носио приликом заробљавања од стране савезника 1945. године.
На неколико званичних фотографија може се видети Херман Геринг како истовремено око врата носи Pour la Merite, Витешки крст и Велики крст.

### Звезда Великог крста Гвозденог крста
Ово одликовање је произведено али никада није додељено. Једини познати примерак пронађен је од стране савезничких окупационих снага на крају рата и завршио је у војној збирци Вест Поинта. Дизајн је био базиран на Звезди Великог крста из 1914. године али је у средини звезде био Гвоздени крст из 1939. године. Ово одликовање је требало да се носи као и Гвоздени крст прве класе тј. као значка. Као и Велики крст Гвозденог крста ово одликовање није се додељивало за храброст. Било је намењено за доделу најуспешнијим немачким официрима по завршетку рата. Претпоставља се да је установљено због Рајхсмаршала Хермана Геринга који је већ био носилац Великог крста Гвозденог крста из 1939. године.

### Пратећа знамења и титуле уз Гвоздени крст
Официри којима је додељен Гвоздени крст добијали су титуле и често су носили пратећа знамења, нпр. печатни прстен Гвозденог крста или Гвоздени крст од тканине који се нашивао на униформу. Такође, они официри који су добили више одликовања нпр. Гвоздени крст прве класе, Гвоздени крст друге класе и Витешки крст са храстовим лишћем имали су могућност да уместо ових одликовања носе значку на којој су била представљена сва три одликовања са наглашеном свастиком.

## После Другог светског рата
Гвоздени крст је био једино ратно одликовање немачке војске и задњи пут је додељен у мају 1945. године. По завршетку Другог светског рата влада Западне Немачке дозволила је војним ветеранима да наставе да носе Гвоздени крст иако је немачки закон забрањивао ношење одликовања са свастиком. Због тога је 1957. године немачка влада доделила немачким ветеранима из Другог светског рата нове Гвоздене крстове на којима је у центру крста уместо свастике било представљено храстово лишће.
Гвоздени крст је коришћен као симбол немачке војске до 1915. године када је замењен са Грчким крстом који се могао лакше идентификовати на већим раздаљинама. Гвоздени крст је поново 1955. године преузет као симбол нове војске Западне Немачке - Бундесвера - упркос томе што је представљао симбол нацистичке Немачке.
1977. године познати амерички режисер Сем Пекинпо, инспирисан Гвозденим крстом, снимио је филм под називом „Крст од гвожђа“ (Cross of Iron).
Гвоздени крст је такође, после Другог светског рата, прихваћен и као симбол неких изворно америчких поткултура као што су бајкери, сурфери и ентузијасти за фризиране и ручно прављене аутомобиле, који овај симбол користе у најразличитијим варијантама.